# Cleoserrata serrata
Cleoserrata serrata là một loài thực vật có hoa trong họ Capparaceae. Loài này được (Jacq.) Iltis mô tả khoa học đầu tiên năm 2007.